# Списак цркава Епархије канадске
У оквиру Епархије канадске су 26 цркве и три мисионарске парохије. Мисионарске парохије су: Светог Саве у Летбриџу, Светог Василија Острошког у Халифаксу и Светог Ђорђа у Тандер Беју. Манастирска црква Манастира Светог Преображења Господњег у Милтону служи и као средишњи део бурлингтонско–милтонске парохије.
Следи списак цркава по архијерејским намесништвима.

## Архијерејско намесништво источно-канадско
| Архијерејско намесништво источно-канадско |                                                 |                |                     | |
| Слика                                     | назив цркве                                     | место          | освећење            | напомена                                                                                             |
|                                           | Саборна црква Светог Оца Николаја               | Хамилтон       | 20. јун 1965.       | При цркви делују две парохије.                                                                       |
|                                           | Црква Светог Оца Николе у Хамилтону             | Хамилтон       | 1974.               | |
|                                           | Црква Сабора српских светитеља                  | Мисисага       | 15. јун 2002.       | При цркви делују три парохије. Оближњи Српски центар представља културно добро као споменик културе. |
|                                           | Црква Свете Тројице у Киченеру                  | Киченер        | 13. мај 1989.       | При цркви делују две парохије.                                                                       |
|                                           | Црква Светог Саве у Лондону                     | Лондон         | 3. септембар 1987.  | |
|                                           | Црква Светог Георгија у Нијагари                | Најагара Фолс  | 21. јун 1970.       | |
|                                           | Црква Светих апостола Петра и Павла у Оквилу    | Оквил          | 30. мај 1993.       | |
|                                           | Црква Светог Арсенија Сремца                    | Витби          | 9. октобар 1993.    | Представља културно добро као споменик културе.                                                      |
|                                           | Црква Светог архиђакона Стефана у Отави         | Отава          | 2014.               | |
|                                           | Црква Светих апостола Петра и Павла у Садберију | Велики Садбери | 27. јун 1964.       | |
|                                           | Црква Светог Саве у Торонту                     | Торонто        | 22. мај 1955.       | При цркви делују две парохије. Локација цркве заштићена је као културна баштина.                     |
|                                           | Виндзорска Грачаница                            | Виндзор        | 19. октобар 1952.   | Представља културно добро као споменик културе.                                                      |
|                                           | Црква Светог Димитрија у Виндзору               | Виндзор        | 18. септембар 1966. | |
|                                           | Црква Светог великомученика Георгија у Вотерлуу | Вотерлу        | 16. октобар 1986.   | |
|                                           | Црква Светог Архангела Гаврила у Ричмонд Хилу   | Ричмонд Хил    | 26. јул 2010.       | |
|                                           | Црква Свете Петке у Лејкшору                    | Лејкшор        | 2014.               | |
|                                           | Црква Свете Тројице у Монтреалу                 | Вестмаунт      | 31. октобар 1976.   | |
|                                           | Црква Светог Симеона Мироточивог у Шербруку     | Шербрук        | 19. септембар 2010. | |

## Архијерејско намесништво западно-канадско
| Архијерејско намесништво западно-канадско |                                              |          |                     |                                |
| Слика                                     | назив цркве                                  | место    | освећена            | напомена                       |
|                                           | Црква Светог Симеона Мироточивог у Калгарију | Калгари  | 27. април 2014.     |                                |
|                                           | Црква Светог Саве у Едмонтону                | Едмонтон | 13. септембар 1987. | При цркви делују две парохије. |
|                                           | Црква Светог Саве у Ванкуверу                | Ванкувер | 25. јул 1971.       | При цркви делују две парохије. |
|                                           | Црква Светог Архангела Михаила               | Бернаби  | 5. март 2005.       |                                |
|                                           | Црква Светог Илије у Келони                  | Келоуна  | 2. август 2003.     |                                |
|                                           | Црква Светог Саве у Винипегу                 | Винипег  | 1997.               |                                |
|                                           | Црква Свете Тројице у Реџајни                | Реџајна  | 1912.               |                                |
|                                           | Црква Свете Петке у Саскатуну                | Саскатун | 20. јул 2014.       |                                |